# Alue Barat
Alue Barat is een bestuurslaag in het regentschap Bireuen van de provincie Atjeh, Indonesië. Alue Barat telt 295 inwoners (volkstelling 2010).